# Канале Монтерано
Канале Монтерано (итал. Canale Monterano) је насеље у Италији у округу Рим, региону Лацио.
Према процени из 2011. у насељу је живело 2080 становника. Насеље се налази на надморској висини од 380 м.

## Становништво
| 1936. | 1951. | 1961. | 1971. | 1981. | 1991. | 2001. | 2011. |
| ----- | ----- | ----- | ----- | ----- | ----- | ----- | ----- |
| 2.033 | 2.166 | 2.018 | 2.022 | 2.316 | 2.698 | 3.298 | 4.071 |